# Bacalar
Bacalar (del maya: Bakhalal ‘Cerca o rodeado de carrizos’) es una población del estado mexicano de Quintana Roo, situada en el sur de su territorio a unos 40 km al norte de la capital, Chetumal.
Bacalar se encuentra situada en la ribera de la Laguna de Bacalar, la más importante de las lagunas del sur quintanarroense y de gran atractivo turístico. Es, desde el 2 de febrero de 2011 cabecera del municipio del mismo nombre.

## Toponimia
Su nombre proviene del maya Sian Ka'an Bakhalal. Sian Kaán se traduce como "nacimiento del cielo" y bak halal quiere decir "cercado o rodeado de carrizos".

## Historia

### Época maya
Entre los años 415 a 435 d. C, provenientes del sur, un grupo maya autollamado chanes (descendientes de los Mayas chontales) fundaron lo que hoy es Bacalar con el nombre de Sian Ka'an Bakhalal, permaneciendo en el lugar cerca de 60 años. Se estima que en el año 1495, los itzaés abandonan el lugar.
Alrededor de 1461, después del desmembramiento de la denominada liga de Mayapán, se establecieron los cacicazgos en la península de Yucatán. En el territorio de lo que actualmente es Quintana Roo, se encontraron los kuxkabales (cacicazgos) de Ekab, Tazes, Uaymil y parcialmente el de Chactemal, de Cochuah, el de Cupul y el de Chikinchel. Bakhalal era el punto más importante del cacicazgo de Uaymil. En los albores del siglo XVI arribaron los españoles, que encontraron a los mayas en esas condiciones de fragmentación política y administrativa y poco después conquistaron la región.

### Conquista española y colonia
Los primeros contactos de los conquistadores fueron en 1531 cuando Francisco de Montejo (padre ó "el adelantado) asignó la conquista de la zona a Alonso Dávila quién llegó a Tulum y Bakhalal fundando una población a la que llamó Villa Real, pero tuvo que abandonarla por los ataques sorpresivos de los mayas.
En 1543 Francisco de Montejo y León "el Mozo" (hijo de "el adelantado"), asignó nuevamente la tarea de someter la zona de Bacalar a Gaspar Pacheco y su hijo Melchor, los españoles sometieron a un buen número de indígenas, y en 1544 Melchor Pacheco estableció una población de españoles, dándole el nombre de Salamanca de Bacalar, sin embargo por lo alejado de la población y las escasas comunicaciones con la capital provincial, en ese momento, Mérida, Yucatán siempre hicieron difícil el poblamiento de Bacalar.
En la época colonial en 1630, el asentamiento más importante de la costa oriental de la península de Yucatán era Bacalar, con una treintena de pobladores era el punto intermedio en la ruta hacia las lejanas provincias de Guatemala y Honduras, durante el siglo XVII, Bacalar era atacada constantemente por piratas que llegaban a través de canales para desembarcar a la laguna.

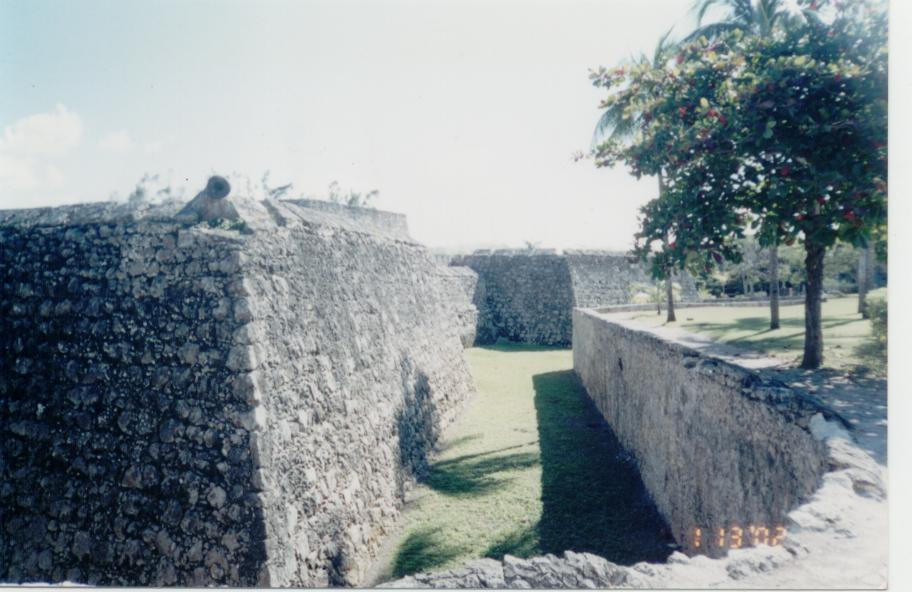
Fuerte de San Felipe de Bacalar.

Hasta 1639 los mayas de Quintana Roo no habían sido totalmente conquistados, replegándose hacia la selva (fue el antecedente que llevó a la Guerra de Castas en el siglo XIX fundando la ciudad de Chan Santa Cruz en 1850, capital del pueblo maya, hoy Felipe Carrillo Puerto en Quintana Roo, bajo la protección inglesa, con quienes comerciaban, hasta 1893). En 1640 el pirata escocés Peter Wallace se estableció al sur del actual estado de Quintana Roo, y se dedicó a la explotación del palo de tinte, dando origen al primer asentamiento inglés al sur del río Hondo y que fue el origen de lo que hoy es Belice. En 1652 Bacalar fue arrasada por el cubano Diego el Mulato, que propició el abandono casi total de la costa oriental. Los ataques de piratas ingleses, franceses y holandeses continuaron durante el siglo XVIII ya que estos querían controlar el tráfico del palo de tinte, por otra parte seguían los ataques de mayas rebeldes. Esto hizo que se tomara la decisión de fortificar la ciudad y se erigió el fuerte de San Felipe de Bacalar a orillas de la laguna terminado en 1729. Entre 1733 y 1735 llegaron 149 canarios para restablecer la villa de Bacalar en las inmediaciones del lago.Convertido en un lugar seguro, Bacalar prosperó y exportaba caoba, palo de tinte, azúcar, algunas frutas, y ganados caprino y porcino. La región fue un centro de deportación de indígenas durante la dictadura de Porfirio Díaz (1876-1911) Actualmente el fuerte de San Felipe alberga un museo.

### Guerra de castas
Hacia 1848 la población de Bacalar era de unas 5000 personas, ese mismo año estalló en la península de Yucatán la llamada Guerra de Castas, por la cual los mayas se rebelaron contra el gobierno mexicano, uno de sus primero objetivos fue Bacalar, fue atacada y arrasada, los líderes mayas eran José Venancio Pec, Jacinto Pat y Cecilio Chi, los habitantes que pudieron sobrevivir huyeron a la colonia inglesa de Honduras Británica y Bacalar quedó despoblada hasta que fue vuelta a reconquistar por una columna militar mexicana al mando del Contralmirante Ángel Ortiz Monasterio en 1902.
Fue Othón P. Blanco que con una labor pacificadora logró acercarse a los mayas y hacerles reconocer el gobierno de la república.

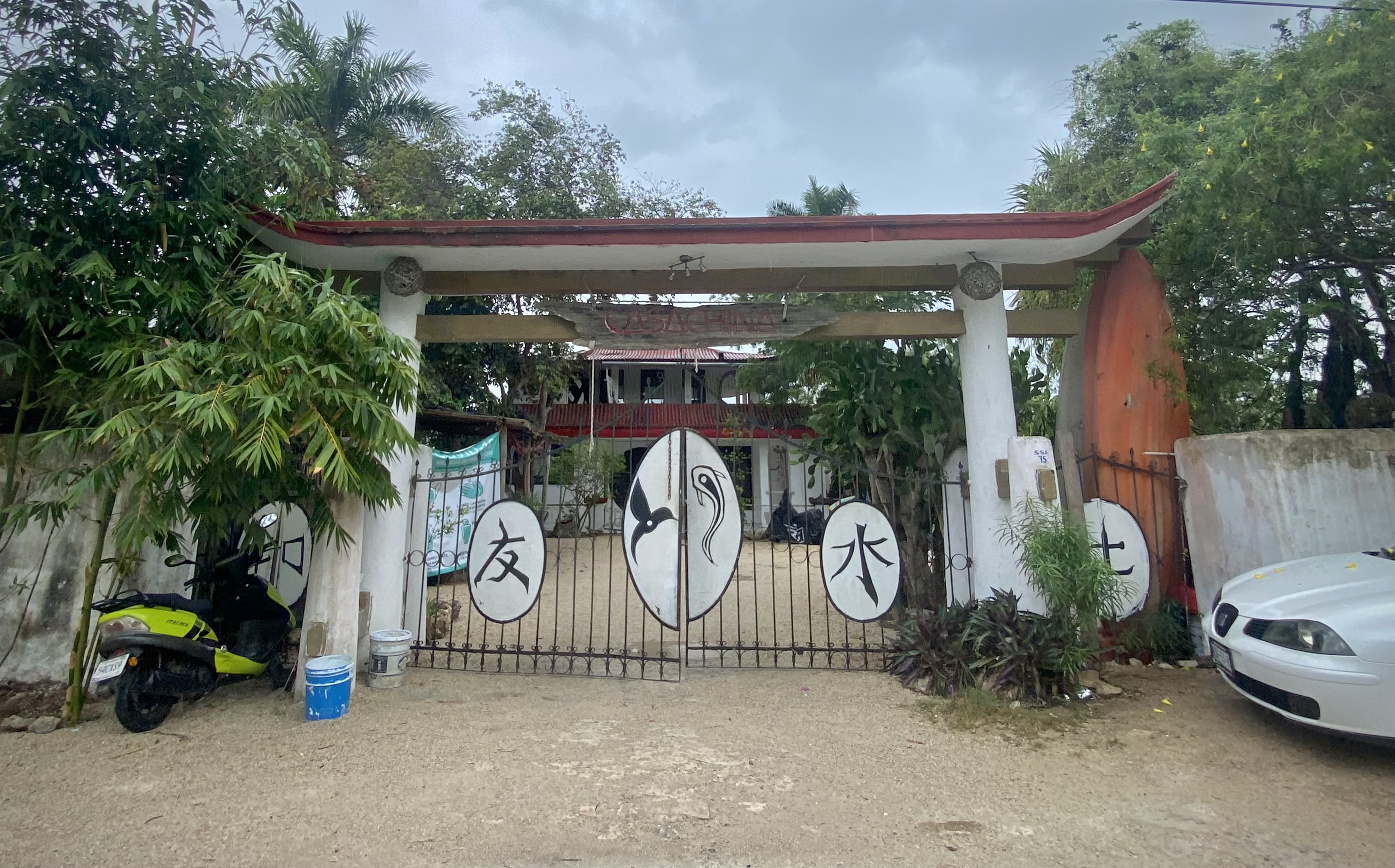

### Actualidad
Desde su repoblamiento, el desarrollo de Bacalar ha continuado hasta la actualidad, en el Conteo de Población y Vivienda de 2005, llevado a cabo por el INEGI, dio como resultado una población de 9833 habitantes, Bacalar es además centro de desarrollo para muchas otras comunidades situadas en sus alrededores y cercanías.
El 26 de junio de 2007, por acuerdo del cabildo de Othón P. Blanco, Bacalar fue elevada a la categoría de ciudad; y el 2 de febrero de 2011 por decreto del Congreso de Quintana Roo fue constituida en cabecera del nuevo municipio de Bacalar.
Entre 2005 y 2010, menonitas de Rusia de habla alemana fundaron una colonia en el barrio Salamanca de Bacalar, que contaba con 967 habitantes en 2010 y 1175 en 2020. Todos los residentes son protestantes y solo uno de los mayores de 15 años era analfabeto.

## Localización y demografía
Bacalar está situada en el sur del estado de Quintana Roo y a una altitud de 10 metros sobre el nivel del mar, se encuentra a una distancia aproximada de 45 kilómetros al norte de la ciudad de Chetumal con la que une la Carretera Federal 307 que entre Bacalar y Chetumal es una autopista de cuatro carriles, hacia el norte la misma carretera la une con las ciudades de Felipe Carrillo Puerto, Playa del Carmen, Tulum y Cancún; Bacalar se encuentra junto a la laguna que le da nombre, la Laguna de Bacalar.
Los resultados del Conteo de Población y Vivienda realizado en 2005 por el Instituto Nacional de Estadística y Geografía indican que Bacalar tiene un total de 9833 habitantes, siendo 4783 hombres y 5050 mujeres. En el año 2015 la población del municipio de Bacalar fue de 39,111 personas, según datos del mismo instituto.

## Turismo

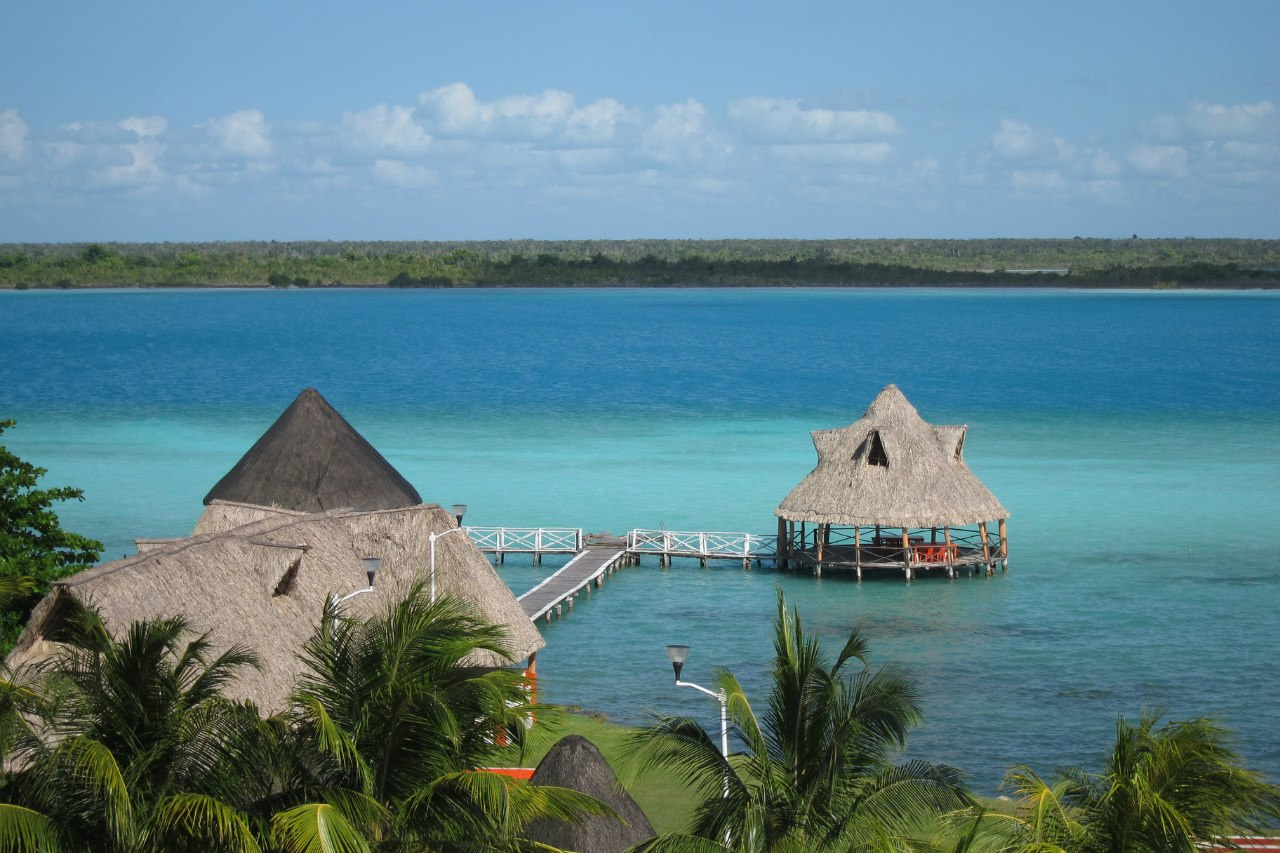
Laguna de Bacalar.

Actualmente Bacalar es una población dedicada fundamentalmente al turismo, que se desarrolla entre la laguna en la que se encuentra situada y los cercanos sitios arqueológicos mayas y la ciudad de Chetumal.
El principal atractivo turístico de la ciudad es la Laguna, a cuyas orillas se encuentra un balneario en el cual se puede practicar natación, además ofrece palapas para comer, en algunas zonas de la laguna tienen microbialitos parecidos a corales blancos, hay excursiones en bote por la laguna y otros servicios. El museo de la Guerra de Castas ubicado en el antiguo fuerte de San Felipe de Bacalar muestra armas y objetos de los fundadores de Bacalar y de la lucha entre ellos y los grupos mayas, así como del ataque de piratas que sufrió la ciudad. Otro de los principales atractivos de la ciudad es el Cenote Azul, ubicado cuatro kilómetros al sur de la ciudad, es famoso por la transparencia de sus aguas, que permiten observar perfectamente desde la superficie hasta una profundidad de más 30 metros de sus 96 metros de profundidad totales, a las orillas del cenote se encuentra un restaurante.
El 2 de octubre de 2007 el gobernador del estado Félix González Canto y la Secretaria de Turismo del estado Gabriela Rodríguez Gálvez informaron que Bacalar fue declarado “Pueblo Mágico” dentro del programa turístico impulsado por la Secretaría de Turismo, lo que da acceso a un programa federal de recursos para infraestructura y promoción turística internacional para esta ciudad del sur de Quintana Roo.

## Relaciones Internacionales

### Hermanamientos
- Chetumal, Mexico (2013)
- San Pedro, Belice (2013)[16]
- San Narciso, Belice (2013)
- Belice City, Belice (2013)
- Benque Viejo del Carmen, Belice (2013)[17]
- San Francisco de Campeche, Mexico (2014)[18]
- Veracruz, Mexico (2014)[18]
- Morelos Mexico (2020)[19]
- Corozal, Belice (2021)[20]
- Chignahuapan, Mexico (2022)[21][22]
- Taxco, Mexico (2022)[23]
- Salamanca, España (2022)[24]
- San Agustín, Estados Unidos

### Convenios
- Mérida, Mexico (2021)[25][26]